# Coluna de Antonino Pio
Coluna de Antonino Pio (em italiano:  Colonna di Antonino Pio) era uma coluna triunfal romana antiga localizada em Roma, Itália, dedicada em 161 pelo imperador Antonino Pio, no Campo de Marte, na beira da colina conhecida como monte Citorio, e erguida por seus sucessores, os co-imperadores Marco Aurélio e Lúcio Vero.

## História

### Construção
A coluna tinha 14,75 metros de altura, 1,9 metros de diâmetro e foi construída em granito vermelho, sem nenhum relevo decorativo como nas colunas similares de Trajano e Marco Aurélio. Ela foi escavada e esculpida em 106, como atesta uma inscrição dos mestres pedreiros em sua base. Arquiteturalmente, era parte do "Ustrino dos Antoninos", que ficava a 25 metros para o norte no mesmo eixo, com a cena principal da apoteose na base virada para lá. Era encimada por uma estátua de Antonino, como revelam algumas moedas cunhadas depois de sua morte.

### Redescoberta
Antes do século XVIII, a base estava completamente sob a terra, mas a parte inferior da plataforma estava a cerca de 6 metros acima do nível do solo. Em 1703, quando alguns edifícios foram demolidos na área de Montecitorio, o resto da coluna e a base foram descobertos e escavados. A coluna foi completamente exposta pelo filho de Carlo Fontana, Francesco (1668–1708), mas nada ficou decidido sobre o que fazer com ela. Por isso, a coluna ficou deitada, protegida por algumas tendas, e acabou sendo danificada num incêndio em 1759. Tentativas fracassadas foram feitas para tentar consertá-la em 1764 e pedaços dela foram retirados em 1789 para ajudar a restaurar o Obelisco de Augusto, que está hoje na piazza di Monte Citorio.
Enquanto isso, a base, de mármore branco italiano, foi restaurada em 1706-8 e instalada no centro da piazza di Monte Citorio por Ferdinando Fuga em 1741, onde ficou até 1787, quando foi levada para os Museus Vaticanos. Lá, foi instalada num nicho construído por Michelangelo no Cortile della Pigna entre 1885 até sua mudança final para sua localização atual, no pátio em frente da entrada da Pinacoteca Vaticana.

## Iconografia da base
Um dos lados da base traz uma inscrição dedicatória (CIL VI, 1004), dois outros relatam o decursio funerário (uma cerimônia realizada pela cavalaria romana) e o último mostra a apoteose, a ascensão aos céus, do imperador e sua esposa Faustina.

### Apoteose
Um gênio alado carrega Antonino e Faustina para o céu. O imperador segura um cetro coroado com uma águia enquanto outras águas voam para o alto com o casal.
A figura masculina à esquerda, segurando um obelisco, é uma personificação do Campo de Marte. Augusto havia colocado seu obelisco ali como relógio de sol e ali era o local das cerimônias de deificação imperial. A figura feminina à direita, de armadura e saudando o casal imperial, é uma personificação de Roma e seu escudo está decorado com os lendários fundadores de Roma, Rômulo e Remo, sendo amamentados por uma loba.

### Faces dodecursio
Nestes dois lados quase idênticos, membros da cavalaria romana circundam algumas figuras em pé, duas carregando estandartes militares e o resto armados para o combate. Sem um senso de espaço e perspectiva, estas cenas são geralmente criticadas pela falta de sofisticação estilística. Ao invés de uma visão naturalista, tanto uma vista do alto da manobra circular quanto uma do nível do solo de cada figura se misturam. A repetição das cenas podem ser explicadas de forma mais adequada pelo fato de que Antonino Pio foi sucedido por dois co-imperadores, Marco Aurélio e Lúcio Vero, que reinaram juntos até a morte deste. As cenas do decursio, além da linguagem utilizada na inscrição, revelam uma transição estável e justificada aos dois co-imperadores.

## Galeria

Imagens da coluna
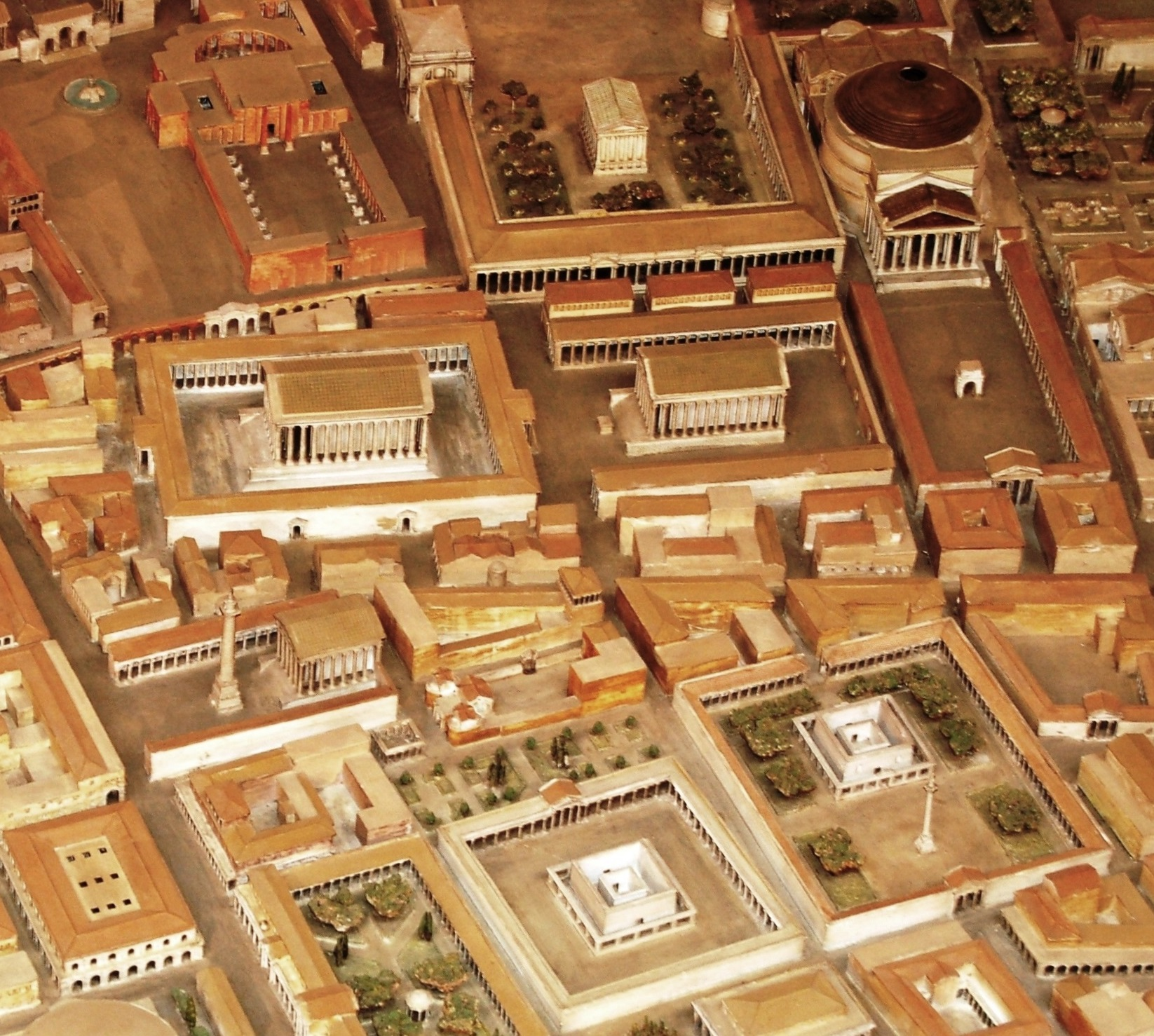
Maquete de Roma mostrando a região do Campo de Marte. O "Ustrino dos Antoninos" é a estrutura no canto inferior direito, com um templo e a coluna de Antonino Pio logo à frente. No local hoje está a piazza di Montecitorio.
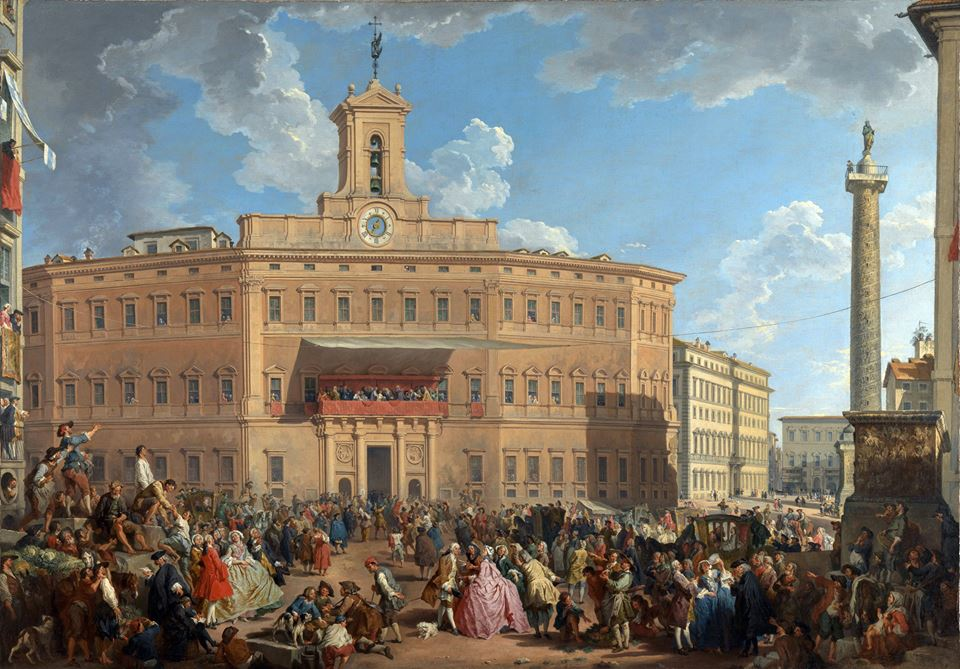
Nesta vista da piazza di Montecitorio, a base da coluna está à direita, encostada num outro edifício. No fundo, o Palazzo Montecitorio. A coluna visível mais atrás é a Coluna de Marco Aurélio.
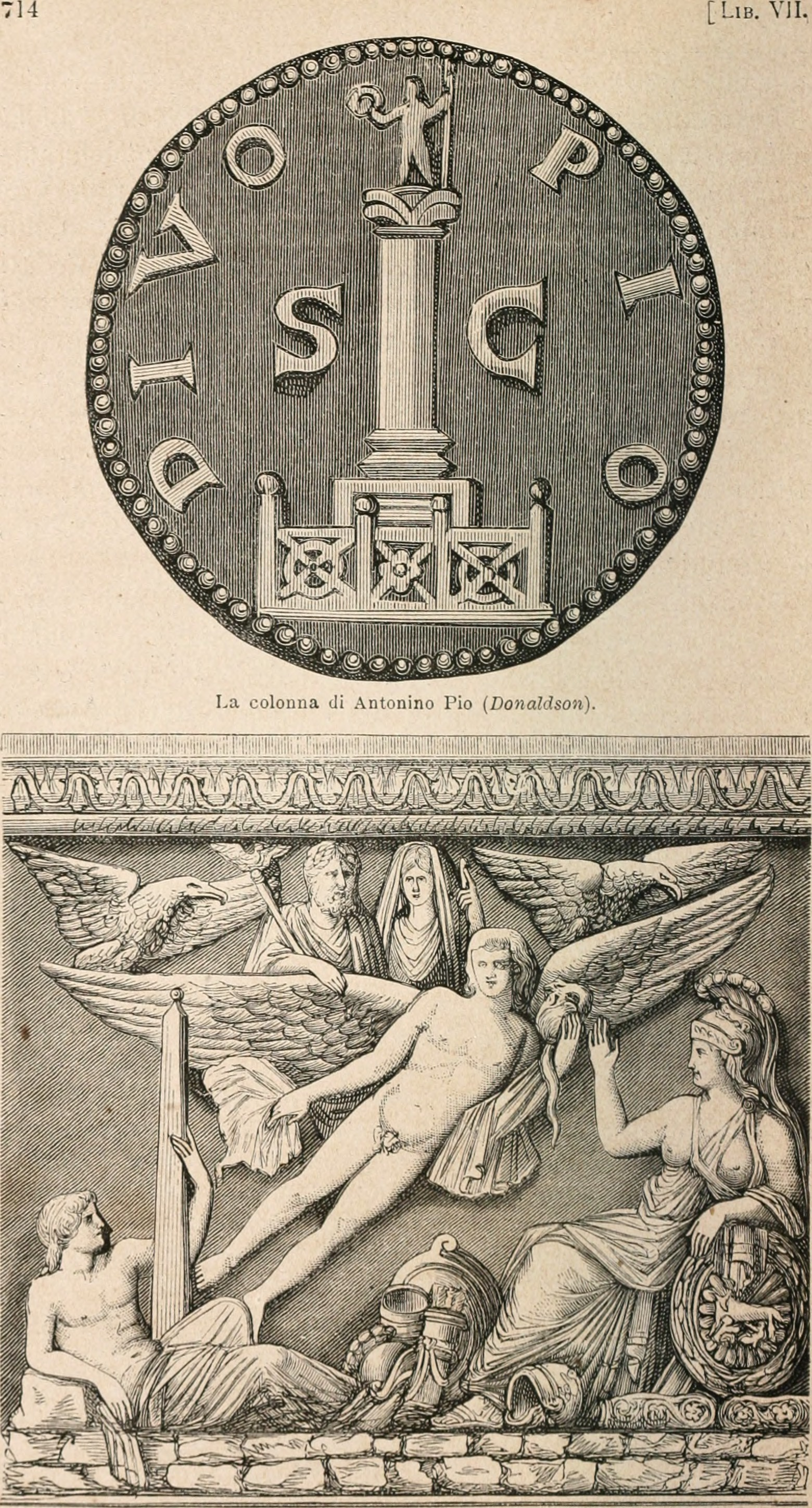
Gravura de uma de moeda[2] de Antonino mostrando a coluna com a estátua do imperador no alto. Abaixo, a cena da apoteose na base.
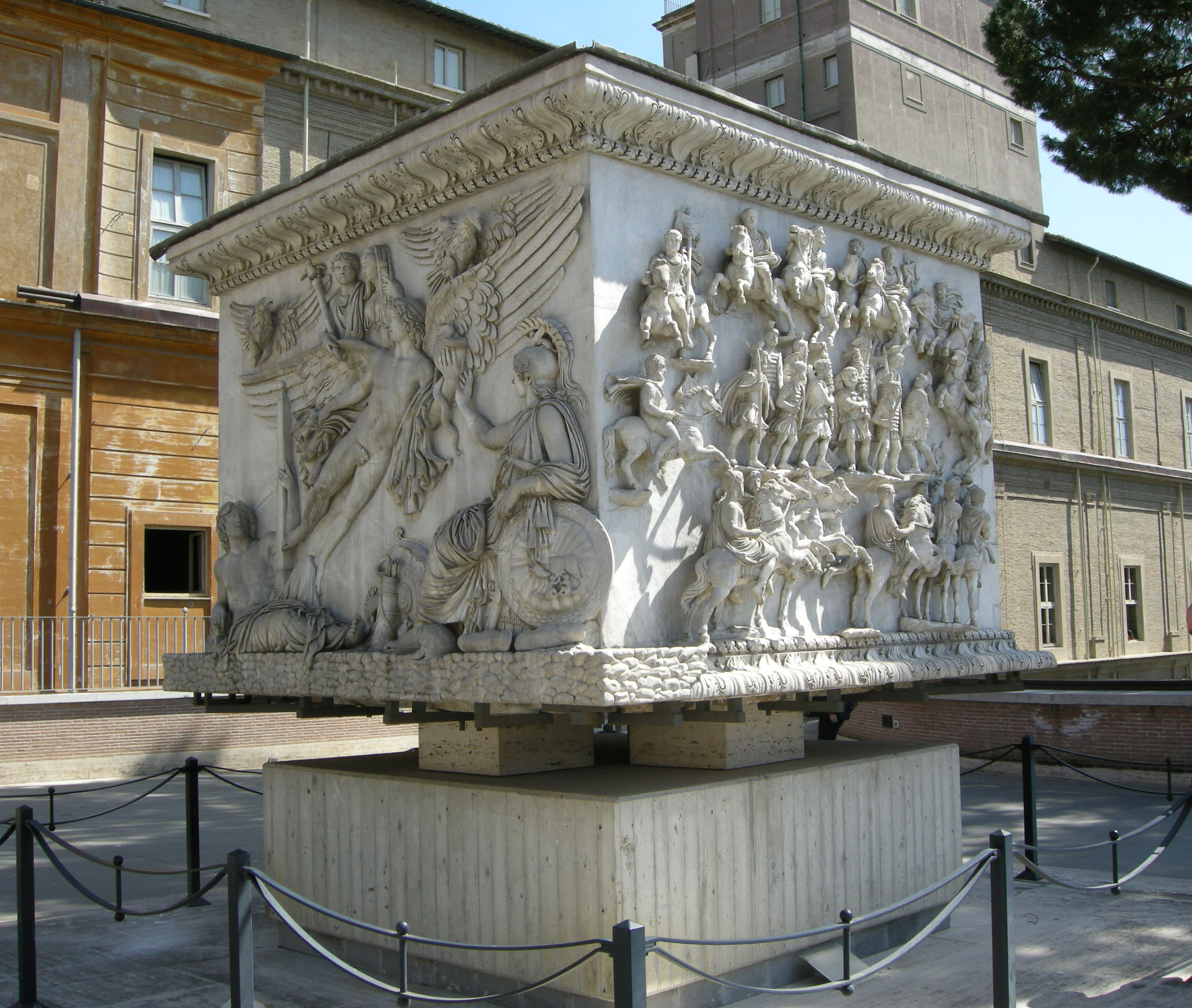
Vista da base perto da entrada da Pinacoteca Vaticana.

## Localização
| Planimetria do Campo de Marte central |
| --- |
| Termas de Nero Estádio de Domiciano Panteão Basílica de Netuno Termas de Agripa Estagno ? Odeão de Domiciano Ínsulas da época de Adriano Galpões militares? Galpões militares? Galpões militares? Septa Júlia Diribitório Pórtico dos Deuses Água Virgem Arco de Cláudio Pórtico de Vipsânia Quartel da I coorte dos vigiles Iseu Templo de Minerva Calcídica Altar de Marte Via Flamínia Via Flamínia Templo de Adriano Templo de Matídia Teatro de Pompeu Templos do Largo Argentina Pórtico de Minúcio Coluna de Marco Aurélio T. de M. Aurélio e Faustina (?) Arco de M. Aurélio (?) Coluna de Antonino Pio Ustrino de Faustina Maior Ustrino de Faustina Menor Via Reta Pórtico e Templo de Bom Evento Pórtico de Pompeu Arco Novo Pórtico de Meleagro Pórtico dos Argonautas Piazza della Rotonda Vila Pública |